# Diemtigtal

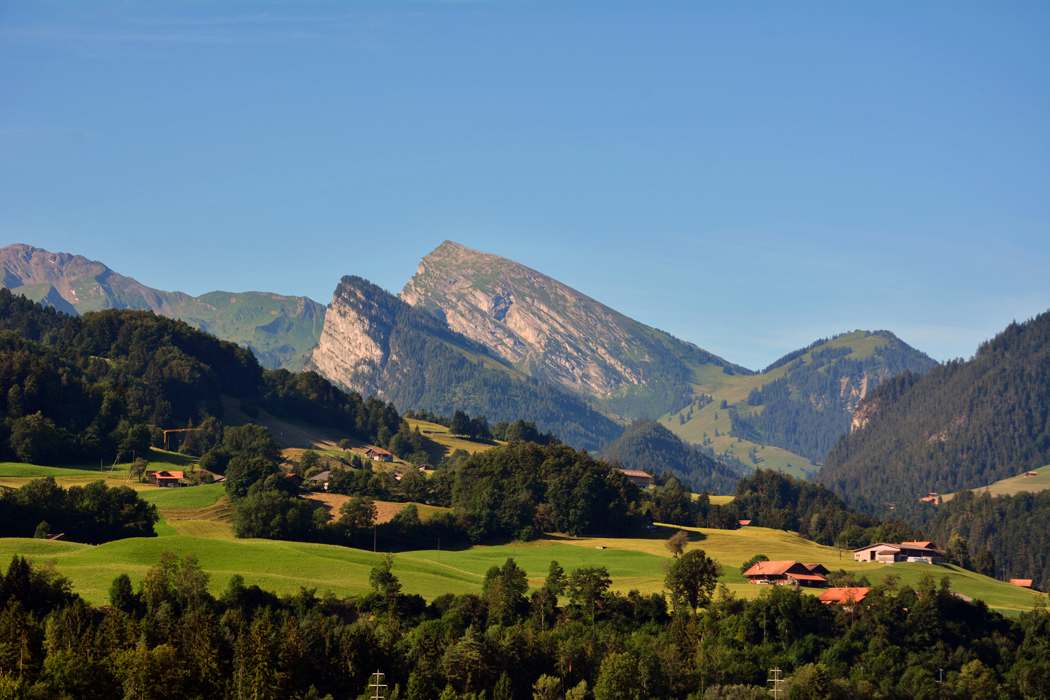
Blick ins Diemtigtal

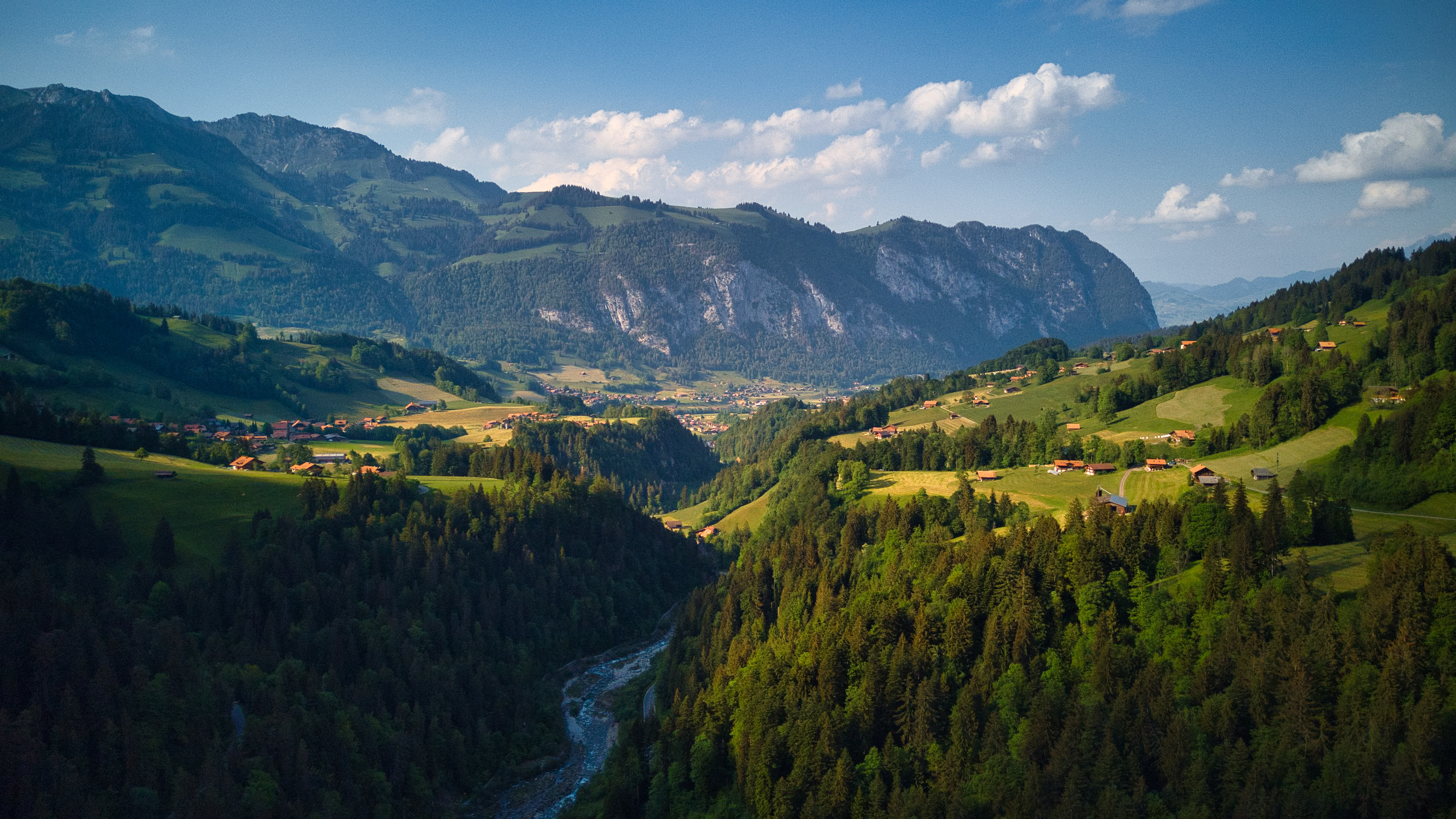
Blick von Horboden Richtung Wimmis

Das Diemtigtal ist ein Seitental des Simmentals im Berner Oberland in der Schweiz. Es deckt sich im Wesentlichen mit dem Gebiet der Gemeinde Diemtigen.

## Geographie
Das Diemtigtal wird vom Fildrich durchflossen, der sich im unteren Talbereich mit dem Chirel vereinigt. Dieser fliesst bei Oey in der Gemeinde Diemtigen in die Simme.
Auf der rechten, südöstlichen Seite wird das Diemtigtal von der Niesenkette (Fromberghorn bis Gsür) begrenzt; auf der linken, nordwestlichen Seite liegt die Kette mit Turnen und Niderhorn. Im Südwesten bilden Seehore, Spillgerte und Rauflihorn den oberen Talabschluss. Die Kette Meniggrat-Stand trennt das Haupttal vom linken Seitental Meniggrund (von Menigbach/Narebach durchflossen) und das Wiriehore befindet sich zwischen dem Haupttal und dem rechten Seitental Riedere (vom Chirel durchflossen).
Die wichtigsten Ortschaften des Tals sind von oben nach unten: Grimmialp, Schwenden, Meniggrund (im linken Seitental des Narebachs), Zwischenflüh, Entschwil (am Hang auf der rechten Talseite), Riedern, Horben, Bächlen, Diemtigen (am Hang auf der linken Talseite) und Oey. Die Grimmialp spielt im Leben und Wirken Albert Schweitzers eine wesentliche Rolle; besonders im von seiner Tochter veröffentlichten Briefwechsel Schweitzers mit seiner späteren Frau Helene Bresslau 1902 bis 1912 erwähnt er oft, welch ruhige Tage er dort verbracht und wie viel von seinem schriftstellerischen Arbeitspensum er hier bewältigt habe.
Vom Diemtigtal gelangt man über die Grimmifurggi ins Färmeltal und Obersimmental und über den Otterepass ins Engstligental.

## Verkehr
Das Diemtigtal ist über eine Strasse vom Simmental her erschlossen. Eine Postautolinie (Oey–Grimmialp) bildet den Anschluss an das Netz des öffentlichen Verkehrs.

## Natur und Tourismus
Seit 2009 besteht auf dem Gebiet der Gemeinde Diemtigen der Regionale Naturpark Diemtigtal.